# Apamea signata
Apamea signata är en fjärilsart som beskrevs av Walker 1865. Apamea signata ingår i släktet Apamea och familjen nattflyn. Inga underarter finns listade i Catalogue of Life.